# Trouble in Paradise
Trouble in Paradise är ett musikalbum av Randy Newman som utgavs 1983 av skivbolaget Warner Bros. Records. Albumet inleds med låten "I Love L.A." som med tiden blivit en av Newmans kändaste sånger, även om den 1983 inte blev någon större hit. Den har även förekommit i flera filmer som utspelar sig i Los Angeles eller Kalifornien. I låten "The Blues" sjunger Newman duett med Paul Simon. 

## Låtlista
(alla låtar komponerade av Randy Newman)
1. "I Love L.A." - 3:29
2. "Christmas in Capetown" - 4:21
3. "The Blues" - 3:01
4. "Same Girl" - 2:53
5. "Mikey's" - 2:10
6. "My Life Is Good" - 4:38
7. "Miami" - 4:04
8. "Real Emotional Girl" - 2:28
9. "Take Me Back" - 4:09
10. "There's a Party at My House" - 2:50
11. "I'm Different" - 2:33
12. "Song for the Dead" - 3:00

## Listplaceringar
- Billboard 200, USA: #64[1]
- Österrike: #8[2]
- Nederländerna: #9[3]
- VG-lista, Norge: #12[4]
- Topplistan, Sverige: #23[5]